# ジキル博士とハイド氏 (1931年の映画)
『ジキル博士とハイド氏』（ジキルはかせとハイドし、Dr. Jekyll and Mr. Hyde）は、ルーベン・マムーリアンが監督した、1931年のアメリカ合衆国のホラー映画である。

## 概要
この映画は薬によって温厚な科学者から無礼な殺人鬼へと変わってしまう男を書いた、ロバート・ルイス・スティーヴンソンの小説『ジキル博士とハイド氏』を原作としている。
1950年以前にパラマウント・ピクチャーズが制作していたほかのトーキー映画と違い、この映画の権利者はユニバーサル・ピクチャーズではない。メトロ・ゴールドウィン・メイヤーが1941年に公開した映画のためにこの小説の映画化権を得た際、この映画の上映権も買い取った。テッド・ターナーが一時的にMGMを所有した後、ターナー・エンタテイメントにこの映画の権利が渡り、それからタイム・ワーナーがターナー株を買い占めて営業権を握った際にワーナー・ブラザースへ渡った。それ以来、ワーナー・ホーム・ビデオはこの映画と1941年のリメイク版をセットにした正規版DVDパッケージ（大変珍しい両面1層となり、A面に1931年版、B面に1941年版が入る）を売り出している。
この映画はヘイズ・コード適用前に製作された為、ミリアム・ホプキンズ演じる売春婦・アイヴィーについての具体的な描写など、当時としては性的要素の強い作品である。
映画のオープニングにはバッハの『トッカータとフーガ ニ短調』が使用されている。

## あらすじ
この映画は、全ての人間には善と悪、両方の面があると考えているジキル博士（フレドリック・マーチ）が、薬物実験を行うことを物語っている。ジキル博士自身の悪の面を開放させるために薬を開発し自ら服用した結果、大酒飲みで女の尻を追いかけるハイドと化した。ジキル博士はすぐに薬物中毒になり、暴力的で落ち着きのないハイドをコントロールできなくなる。

## キャスト
- フレドリック・マーチ：ヘンリー・ジキル博士/エドワード・ハイド氏
- ミリアム・ホプキンス：アイヴィー・ペアソン
- ローズ・ホバート：ミュリエル・カルー
- ホームズ・ハーバート：ラニョン博士
- ハリエル・ホブズ：ダンヴァズ・カルー准将
- エドガー・ノートン：プール（ジキル博士の執事）
- テンペ・ピゴット：ホーキンズ夫人（アイヴィーの下宿の主人）

## 受賞歴

### 受賞
1932年
- アカデミー賞主演男優賞 - フレドリック・マーチ（『チャンプ』の主演俳優であるウォーレス・ビアリーも同時受賞）
- ヴェネツィア国際映画祭男優賞 - フレドリック・マーチ、創作ファンタジー賞 - ルーベン・マムーリアン（観客による一般投票）

### ノミネート
1932年
- アカデミー賞撮影賞 - カール・ストラス、脚本賞 - パーシー・ヒースとサミュエル・ホフステイン

## 備考
- 驚くべき変貌のシーンの秘密は、数十年後になってマムーリアン自身が、ハリウッドの映画監督との多くのインタビューを書籍化した『ザ・セルロイド・ミューズ』の中で初めて明らかにされた。メークにあわせて回転する一連のフィルターがレンズに取り付けられ、メーキャップをだんだん浮かび上がらせたり少しずつ見えなくする効果が得られた。
- ウォーリー・ウェストモアによるハイドの猿顔で犬歯の目立つ毛むくじゃらのメーキャップは、メディアや漫画におけるよく使われているジキル博士とハイド氏のイメージに大きな影響を与えた。American Classics Illustratedシリーズの一冊として漫画化された作品は、フレデリック・マーチのこの映画におけるデザインを基にしているが、かなり和らいだものになっている。
- 10年後にスペンサー・トレイシー主演で同じ原作をもとにMGMが映画を制作した際、この1931年版の映画のフィルムは見つかる限りすべて破棄されてしまい、映画は失われていたと数十年間の間信じられていた。皮肉なことに1941年版の映画はあまり評価されず、マーチは自らの経歴の中でトレイシーが自分の名声を最も高く吊り上げてくれたことを感謝する、と言う内容の電報をトレイシーにふざけて送っている。
- ア・フロック・オブ・シーガルズの‘You Can Run’という1970年の歌に影響を与えたと言われる。